# Yves Guéguen
Yves Guéguen (* 30. März 1949 in Erquy) ist ein französischer Geophysiker.

## Leben
Guéguen studierte 1968 bis 1973 an der Ecole Normale Superieure in Saint-Cloud und 1971/72 am Caltech. Ab 1973 war er für das CNRS an der Universität Nantes, an der er sich 1979 habilitierte (Thèse de Doctorat). 1981 wurde er Professor für Geophysik an der Universität Straßburg, 1993 bis 1996 war er Professor an der Universität Rennes und ab 1996 war er Professor für Geophysik an der École normale supérieure in Paris, wo er das Labor für Geologie leitet.
Er befasste sich unter anderem mit der Deformation und dem elastischen Verhalten von Materialien des Erdmantels bei hohen Temperaturen (seit seiner Dissertation in Nantes) und mit den seismischen Eigenschaften und Transport-Eigenschaften von Sedimentgestein.
2009 erhielt er die Louis Néel Medal.

## Schriften
- mit  Victor Palciauskas Introduction to the physics of rocks, Princeton University Press, 1994
- mit M. Boutéca Mechanics of fluid saturated rocks, Academic Press, 2004
- mit Anne-Marie Boullier SP mylonites: origin of some mylonites by superplastic flow, Contributions to Mineral. And Petrol., 50, 1975, 93–104
- High temperature olivine creep: evidence for control by edge dislocations,  Geophys. Res. Letters, 6, 1979, 357–360.
- mit Adolphe Nicolas: Mantle rocks deformation, Ann. Rev. of Earth Sc., 8, 1980, 119–144
- Transport properties of rocks from statistics and percolation, J. Math. Geology, 29, 1989, 1–13
- mit C. David, P. Gavrilenko Percolation networks and fluid transport in the crust, Geophys. Res. Letters, 18, 1991, 931–934
- mit M. Le Ravalec, M., T. Chelidze  Elastic waves velocities in partially saturated rocks: saturation hysteresis, J. Geophys. Res., 101, 1996, 837–844.
- mit M. Le Ravalec, M., T. Chelidze The magnitude of velocities anomalies prior to earthquakes, J. Geophys. Res.11, 1996, 217–223
- mit T. Chelidze, M. Le Ravalec Microstructures, percolation thresholds and rock physical properties, Tectonophysics, 279, 1997, 23–35
- mit Alex Schubnel Elastic waves velocities and permeability of cracked rocks, Tectonophysics, 370, 2003, 163–176
- mit A. Schnubnel Dispersion and Anisotropy of Elastic waves in Cracked Rocks,  J. Geophys. Res., 108, 2003, 2101–2116